# Lyttos
Lyttos (griechisch Λύττος) ist ein Ort auf Kreta im Gemeindebezirk Kastelli, in der Gemeinde Minoa Pediada. Er liegt am westlichen Ausläufer der Lasithi-Hochebene. Der Ort wurde 1368 erstmals als Xidas (griechisch Ξιδάς) bezeichnet. Anfang des 20. Jahrhunderts wurde er nach dem etwa 800 m nordöstlich gelegenen antike Stadt Lyttos benannt. 2011 mit der Verwaltungsreform wurde der Gemeindebezirk Lyttos (griechisch Δημοτικό Διαμέρισμα Λύττου) zu einer Ortsgemeinschaft herabgestuft. 1583 berichtete Petros Kastrofylakes, dass der Ort 221 Einwohner hätte.
Die Einwohner leben vor allem vom Oliven- und Weinanbau. Es gibt eine Grundschule und innerhalb des Ortes vier Kirchen: Agios Charalambos, Agios Titos, Agii Anargyri und Osios Stylianos. Von den vielen umliegenden Kirche sind zwei besonders interessant. Agios Georgios liegt etwa 200 m westlich des Ortes. Es handelt sich um eine einschiffige Kirche. Eine Inschrift datiert sie ins Jahr 1321. Sie ist mit Fresken, die Szenen aus dem Leben des Heiligen Georgs zeigen, ausgemalt. Agios Nikolaos liegt an der Straße nach Kastamonitsa etwa 800 m südöstlich von Lyttos. Es ist eine einschiffige Kirche mit Fresken aus der Mitte des 14. Jahrhunderts. In den Kirchen wurden antike Steine verbaut.